# Nyagitwenzi
Nyagitwenzi är ett vattendrag i Burundi.   Det ligger i provinsen Muramvya, i den centrala delen av landet, 50 km öster om huvudstaden Bujumbura.
Omgivningarna runt Nyagitwenzi är en mosaik av jordbruksmark och naturlig växtlighet. Runt Nyagitwenzi är det tätbefolkat, med 411 invånare per kvadratkilometer.